# Christian Jacq
Pour l’article ayant un titre homophone, voir Christian-Jaque.
Œuvres principales
- Champollion l'Égyptien
- J'ai construit la grande pyramide
- Le Juge d'Égypte
- Ramsès
- La Pierre de Lumière
- La Reine Soleil

Christian Jacq, né à Paris 17e le 28 avril 1947, est un écrivain d'expression française vivant en Suisse. Chercheur en égyptologie de formation, il a publié à partir des années 1990 divers ouvrages sur l'Égypte ancienne destinés au grand public et devenus des livres à succès.
L'auteur a également écrit des romans policiers sous les pseudonymes de Christopher Carter, J. B. Livingstone et Célestin Valois. Il utiliserait aussi pour des ouvrages ésotériques et sur la franc-maçonnerie les pseudonymes de Jean Delaporte, Jean Petrus, Pierre Dangle et Andrew Fabriel.

## Biographie

### Jeunesse et études
Christian Jacq naît à Paris au sortir de la Seconde Guerre mondiale, le 28 avril 1947, d'un père pharmacien d'origine bretonne et d'une mère d'origine polonaise.
Il est élevé par une grand-mère qui lui donne le goût de la lecture. Durant son enfance, il lit Spirou et les albums de Tintin, ainsi que la série des aventures de Blake et Mortimer, qui aborde parfois l'égyptologie, des classiques français comme Stendhal, Alfred de Musset et Nerval, de même que des auteurs du romantisme allemand. Il est élève à l'Institution Notre-Dame de Sainte-Croix, un établissement privé catholique. Dans sa série de romans policiers L'inspecteur Higgins, l'auteur rend hommage à sa grand-mère, celle-ci ayant inspiré le personnage de l'intendante de l'inspecteur.
Christian Jacq se marie à l'âge de dix-sept ans avec Françoise, qu'il a connue au collège ; son voyage de noces le conduit en Égypte,.
L'auteur donne, dans deux entrevues, des explications différentes sur l'origine de sa passion pour l'Égypte : soit à la suite de son voyage de noces dans ce pays, ce qui le décide alors à apprendre en autodidacte la lecture des hiéroglyphes, soit après la lecture de l'Histoire de la civilisation de l'Égypte ancienne de Jacques Pirenne.
Intéressé à devenir égyptologue, il poursuit des études de philosophie et de lettres classiques à l'université Paris-Nanterre, à l'époque de Mai 68, aux événements duquel il ne participe pas, avant de rejoindre l'université Paris-Sorbonne, où il effectue, dans le cadre d'un doctorat sur les rites funéraires égyptiens, des recherches en égyptologie sous la direction de Jean Leclant jusqu'en 1979, année de sa soutenance de thèse,,,.
Avant son doctorat, il publie, à l'âge de vingt-et-un ans, un premier essai sur les liens entre l'Égypte antique et le Moyen Âge.
Il n'est pas intéressé par les fouilles archéologiques sur le terrain, mais l'est plus par « un modèle, des valeurs, qui peuvent encore inspirer aujourd'hui ».

### Carrière littéraire
Christian Jacq exerce divers métiers avant de se lancer à temps plein dans l'écriture. Il est ainsi pendant quelque temps collaborateur de France Culture, coproduisant par exemple certaines émissions de la série Les Chemins de la connaissance.
Une rencontre avec Étienne Lalou, directeur de collection chez Flammarion, lui laisse entrevoir une carrière dans la littérature. C'est en tant que directeur de collection et réviseur qu'il commence sa carrière littéraire, en révisant des ouvrages écrits par d'autres auteurs, et en dirigeant, aux Éditions du Rocher, une collection qui publie des gloses.
Ses premiers écrits sont des romans policiers, genre qu'il n'abandonnera pas par la suite. En 1980 et 1981, il publie, chez Plon, cinq romans d'une série, Basile le Distrait, sous le nom de plume de Célestin Valois. Entre 1984 et 1997, il publie, aux Éditions du Rocher, quarante-quatre romans policiers de la série Les Dossiers de Scotland Yard, sous le nom de plume de J. B. Livingstone. Enfin, entre 1998 et 2002, il fait paraître, aux éditions Robert Laffont puis chez un éditeur moins connu, Cie 12, une série de sept romans policiers, Les Enquêtes de lord Percival, sous le nom de plume de Christopher Carter. L'auteur aurait choisi ces noms de plume en référence à David Livingstone, explorateur du Nil, et à Howard Carter, qui découvrit la tombe de Toutânkhamon.
À partir de 1982, il écrit ses premiers romans historiques, comme La Reine Soleil et L'Affaire Toutânkhamon. À partir de 1987, Christian Jacq aborde dans ses romans le thème de l'Égypte.
Parallèlement aux romans, Christian Jacq publie des essais sur les symboles liés aux cathédrales, à la franc-maçonnerie, à la « sagesse égyptienne », ainsi que des guides de Louxor et Karnak.
Lorsque les ouvrages sur l'Égypte commencent à rencontrer du succès auprès du public, l'éditeur Pygmalion lance une collection dédiée, dont Christian Jacq espérait pouvoir assumer la direction, espoir non concrétisé. C'est ainsi que l'auteur publie, en 1987, son quatrième roman, Champollion l'Égyptien, sous le nom de Christian Jacq, qui est son premier grand succès.
Sa femme le convainc de quitter Paris et de se consacrer à l'écriture à plein temps. Ils s'installent alors près d'Aix-en-Provence.
En 1993, il se lance dans une série de romans sur l'Égypte ancienne. C'est Claude Gagnière, directeur de collection chez France Loisirs, qui accepte en premier un projet de roman sous forme de cycle dont l'intrigue se situe en Égypte. Gagnière pense ainsi pouvoir bénéficier du succès remporté par le roman La Chambre des dames, un roman historique dont l'action se situe au Moyen Âge. Le premier ouvrage paraît en 1993.
Christian Jacq souhaite ensuite[Quand ?] quitter France Loisirs pour continuer ses publications et se met à la recherche d'un nouvel éditeur. Les réactions des éditeurs le déçoivent, car ils lui recommandent de moins publier, ce qui lui permettrait de remporter des prix littéraires et de gagner en crédibilité, et d’éviter les longs cycles,.
Une longue collaboration naît alors entre Christian Jacq et Bernard Fixot, directeur chez Robert Laffont. En 2004, il déclare : « Il est totalement éditeur et me laisse totalement écrivain »[source insuffisante]. En effet Bernard Fixot est ouvert à l'idée de longs cycles, et intéressé par l'idée d'un rythme de publication trimestriel, inspiré des publications en feuilleton du xixe siècle. L'éditeur est également plus intéressé par le développement de son entreprise et la vente que par les prix littéraires, et il réussit à transmettre cet état d'esprit aux auteurs qu'il publie. Bernard Fixot fonde par la suite XO éditions, maison d'édition que rejoint Christian Jacq.
L'auteur se constitue une documentation importante sur l'Égypte, résumée dans plusieurs centaines de fiches. Sa bibliothèque comporte environ 10 000 ouvrages.
Sa série de romans sur Ramsès II rencontre un large succès, un article de Libération en 1996 citant des chiffres de vente de l'ordre de 360 000 pour Le Fils de la lumière, 280 000 pour Le Temple des millions d'années, et un premier tirage à 75 000 exemplaires pour sa suite, La Bataille de Kadesh.
En novembre 2011, sous l'impulsion de son épouse, Christian Jacq commence la réédition de ses romans sous le titre général Les Enquêtes de l'inspecteur Higgins, des romans policiers publiés sous un nom de plume. Ces livres sont signés Christian Jacq et édités par J. Éditions. Sur quatre livres édités chaque année, deux sont des rééditions mises à jour et complétées par l'auteur et deux sont des inédits.

### Autres activités
Parallèlement, Christian Jacq fonde[Quand ?] et dirige l'Institut Ramsès, qui publie des transcriptions de textes égyptiens et vise à l'édification d'un fonds photographique sur les monuments d'Égypte. En 1993, il fait paraître un ouvrage intitulé « Recherches sur le paradis de l'autre monde d'après les Textes des pyramides et les Textes des sarcophages » édité par cet institut.
Habitant dans la région d'Aix-en-Provence dans les années 1990, il déménage en 1997 à Blonay, en Suisse, à des fins d'expatriation fiscale ou à la suite d'accusations le présentant comme un gourou de secte.

### Style
Les romans ont un style rappelant les feuilletons américains, avec beaucoup de dialogues, et des phrases courtes. La critique note l'absence de construction, de division logique en chapitres, de profondeur des personnages, la faiblesse du style. Le vocabulaire est limité.
Son éditeur compare Christian Jacq à John Grisham et Michael Crichton, deux auteurs américains à succès, expliquant que si les consommateurs français n'achètent que trois livres par an, ce seront les livres de Christian Jacq qu'ils choisiront. L'éditeur note également que les ouvrages donnent un « sentiment de se cultiver » et se félicite de la grande capacité de production de l'écrivain, à raison de 400 pages par trimestre.
La transposition d'éléments contemporains dans l'Égypte antique est systématique. Ainsi, Libération compare son cycle sur Ramsès à Dallas ou Dynastie, deux séries télévisées alors en vogue, transposées en Égypte.
Raphaël Draï, un universitaire en sciences politiques, voit une différence entre le roman historique traditionnel et les romans de Christian Jacq. Pour lui, ces derniers ne mettent pas tant l'accent sur l'intrigue que sur une « tentative de « reconstitution » historique ».
Jean-François Colosimo, écrivain et éditeur, estime que les romans de Christian Jacq s'inscrivent dans une « industrie [qui] diffuse des produits ». Il analyse que la technique de l'auteur est de « transposer des situations et un langage de soap opera dans un cadre supposé égyptien, avec ce qu'il faut d'onction spiritualiste pour obtenir l'adhésion du plus grand nombre. ». Théologien et conservateur, il dénonce les aspects négatifs de l'Égypte vue par la chrétienté : « L'Égypte, c'était un monde d'esclaves, le triomphe de l'idolâtrie et la vénération de la mort », estimant que Christian Jacq ne parle pas de cette civilisation, mais du monde d'aujourd'hui, allant jusqu'à qualifier cette transposition de « régression de type New Age face aux désordres de l'époque ».
Plusieurs universitaires, comme l'égyptologue Jean Yoyotte ou Raphaël Draï, déjà cité, notent la dimension de roman initiatique, ésotérique ; le premier parle de « perspective de révélation » et le second de mystagogie.
L'auteur lui-même caractérise son œuvre comme comportant un « certain mysticisme ».
Christian Jacq écrit à la main, lentement, longuement, chaque semaine.

## Ventes
Les pharaons d'Égypte sont parmi les personnalités préférées des Français et l'égyptologie est un thème à la mode, ce qui fait que certains des ouvrages sur le sujet deviennent des best-sellers. D'après Christian Jacq, ce n'était pas le cas dans les années 1980, époque où les journalistes estimaient que les livres n'intéressaient pas le public.
En 2010, le chiffre de 27 millions de livres vendus est cité par Le Figaro dans un article le présentant comme « sans doute l'auteur français le plus lu au monde ». Les ventes n'ont pas évolué dans des proportions importantes par la suite, le même chiffre de 27 millions étant répété dans les articles de presse postérieurs, notamment en octobre 2016, lors de la parution de Sphinx.
Les romans historiques sur l'Égypte sont traduits dans plusieurs langues,, mais ne séduisent pas immédiatement le public anglo-saxon. En 2000, L'Express signale une traduction en chinois, ce qui est très rare pour un auteur français. Les ventes à l'étranger sont également élevées, avec en 1998 le chiffre de 2,7 millions d'exemplaires vendus en Italie ou 550 000 exemplaires en Corée. Après la parution de Ramsès en 1995, Susanna Lea, alors collaboratrice des Éditions Robert Laffont, négocie les premiers contrats des droits de traduction en préparant une campagne publicitaire dédiée et en exigeant l'achat du cycle entier par les éditeurs étrangers. Time Warner pour les États-Unis, Simon & Schuster pour le  Royaume-Uni et Mondadori pour l'Italie acquièrent ces droits.

## Reconnaissances

### Prix
Christian Jacq n'a remporté aucun grand prix littéraire français. Dans un entretien de 1994, l'auteur explique que le milieu littéraire se méfie des romans historiques et relate une anecdote selon laquelle un éditeur, qu'il refuse de nommer, estime que les grands prix sont réservés à ceux ne publiant que tous les quatre ans.
Ses premiers romans ont connu une meilleure reconnaissance ; ainsi, en 1989, La Reine Soleil remporte le Prix Jean d'Heurs du roman historique. En 1982, le roman L'Égypte des grands Pharaons fait partie des trente-sept récipiendaires du Prix Broquette-Gonin de littérature, « destiné à récompenser l'auteur d'un ouvrage philosophique, politique ou littéraire jugé susceptible d'inspirer l'amour du vrai, du beau et du bien ».
Grâce à ses ventes, son roman L'Affaire Toutânkhamon a remporté le Prix Maison de la Presse en 1992.

### Articles dans la presse
- En mars 2019, le magazine Histoire Magazine a publié un entretien avec Christian Jacq intitulé « Égyptologue et romancier », dont les propos ont été recueillis par Sylvie Dutot.

## Positions

### Sur la religion
Pour Christian Jacq, les religions sont nées dans l'Égypte ancienne à l'époque des pharaons, et toutes les autres religions en descendent, religions qui pourtant contestent cet héritage,[source insuffisante].
Il défend une thèse selon laquelle les « religions bibliques, le judaïsme et le christianisme, ne sont que des copies de la religion égyptienne matricielle ». Il écrit ainsi, à propos du récit cosmogonique de la Genèse : « Au commencement était le verbe de l’Évangile de Jean n’est qu’une adaptation d’un texte égyptien ». De même, à propos de l'eucharistie, il déclare : « Dans les mystères d’Osiris l’on célébrait aussi le Dieu ressuscité sous la forme du pain et du vin, symbolique dont s’inspira le christianisme ». Il reprend aussi les propos d'autres égyptologues, comme cette citation de Siegfried Morenz : « Qui dira si ce ne sont pas les momies égyptiennes qui ont inspiré la notion de résurrection de la chair dont on ne peut dire qu’elle soit vétéro-testamentaire ni chrétienne, ni surtout grecque ? ».
Raphaël Draï analyse cette position comme une reprise de la propagande idéologique des pharaons, qui arguaient de la pureté de leur religion et de son caractère sui generis n'empruntant aucun élément à d'autres religions. Il insiste sur l'absence d'opposition entre l'originalité d'une croyance religieuse et les emprunts à des croyances plus anciennes. Enfin, il contextualise l'attribution de l'invention du concept de résurrection aux égyptiens, y voyant plutôt un thème récurrent de l'humanité.

### Sur la place de l'égyptologie dans notre société
Selon lui, le message d’Égypte ne doit pas être ancré dans le passé, mais s'applique également à notre société, transmettant des valeurs et un message toujours contemporains.

### Sur la technologie
Christian Jacq écrit ses romans à la main, sans ordinateur. Dans son roman Sphinx paru en octobre 2016, il met en scène un personnage nommé la Machine, qui veut asservir l'humanité. Lors de la sortie de ce roman, l'auteur fait part de son angoisse, évoquant la « tyrannique technologie ».

## Controverses

### Vulgarisation scientifique et roman historique
Un courant du monde universitaire français de la fin du XXe et du début du XXIe siècle est caractérisé par le rejet de la vulgarisation scientifique et des romans historiques, lesquels sont accusés de véhiculer trop de contresens et d'imprécisions par leurs simplifications, et qui donnent trop de latitude aux auteurs pour présenter leurs thèses personnelles comme des faits[réf. souhaitée].
Cela explique les critiques adressées à l'auteur par des égyptologues[Lesquels ?] français,.
De son côté, Christian Jacq rejette le milieu universitaire et préfère une carrière en dehors de l'université. Il tient des propos très durs contre les universitaires français, estimant qu'un jeune chercheur souhaitant faire une carrière devrait aller en Allemagne, au Royaume-Uni ou aux États-Unis ou que certains chercheurs « n'aiment pas l'Égypte mais font carrière grâce à elle ».
Il rappelle la différence entre un essai, où il regarde prioritairement « les faits, les textes, les dates » et les romans, où il souhaite vivre avec ses personnages. Il revendique être un vulgarisateur.

### Manque de recul sur les sources
Il existe un point de désaccord particulier entre les universitaires français et Christian Jacq quant au recul vis-à-vis des sources. Il est reproché à Christian Jacq de reprendre la propagande des pharaons.
L'auteur revendique ce manque de recul, se considérant lui-même comme un Égyptien d'adoption vieux de 4 500 ans. Il déclare ainsi en 2009 : « Je ne regarde pas cette civilisation comme un entomologiste étudie des insectes. Je suis impliqué corps et âme dans mon travail ».
Christian Jacq rejette également l'objectivité scientifique, estimant que « l'expérimentateur ne peut pas être indépendant de l'expérience ».

### Soupçons de diriger une secte et d'avoir détourné une loge maçonnique
En 1996, Charlie Hebdo publie des documents relatant la création par Christian Jacq, en 1992, d'une organisation nommée Maison de Vie, que le journal choisit de présenter comme une secte[source insuffisante],. Des extraits du règlement intérieur comportent des propos tels que : « Au cœur de la Maison est la Règle […] Mets-la en œuvre, relis-la encore, ne cesse jamais de la relire et de la mettre en œuvre car elle est la vie. […] Que cette Règle soit à la fois ton Père et ta Mère, qu'elle t'engendre dans l'éternelle lumière du Principe, comme elle crée la fraternité et la soeurité qui tiennent à elle. […] Pour vivre la Règle, commence par lui obéir. […] Un Frère et une Sœur sont transparents. […] Notre vie privée nous prive de vie. […] Si tu l'aimes [la Maison de vie] dans sa hiérarchie en acceptant d'être situé là où elle te situera, ta vie sera simplicité et plénitude. », un contenu que Libération qualifie de « délirant ».
Dans une interview donnée à Libération la même année, Christian Jacq explique que cette organisation est l'éditeur de ses recherches et de documents historiques. Il dit aussi que certains écrits lui ont été faussement attribués, notamment « des textes contre la famille et les enfants ». Dans la même interview, il explique par la suite qu'il s'agit d'une loge maçonnique. Il dément brièvement une nouvelle fois, en 2014, avoir fondé une secte en déclarant : « J’ai deux maîtres, Ramsès et Mozart. Je ne suis le gourou de personne. » La publication des documents par Charlie Hebdo sera suivie d'une enquête de Carole Vantroys pour le magazine Lire.
L'égyptologue Jean Yoyotte note, quant à lui, la tradition ésotérique de l'auteur, et écrit que les romans sont « orientés dans la perspective d'une révélation ».
Pierre Louis publie en 2012 un ouvrage, Main basse sur une loge maçonnique : vers un nouveau Temple solaire ?, dans lequel Christian Jacq et son épouse sont accusés d'avoir pris le contrôle d'une loge maçonnique pour créer une loge indépendante de la franc-maçonnerie, avec des rituels s'inspirant de l'Égypte antique. Les allégations de Pierre Louis ne sont pas soutenues ou corroborées par d'autres sources.
Quoi qu'il en soit, Christian Jacq a effectivement fondé en 1992 une entreprise du nom de Maison de Vie Éditeur, qui a une activité commerciale réelle, publiant des ouvrages sur la tradition initiatique, la franc-maçonnerie, le message des cathédrales et l'Égypte pharaonique. Le 9 novembre 2016 paraît le 73e ouvrage, Le Cantique des cantiques, de Michel Lapidus. Les ouvrages de cet éditeur sont distribués en librairie, et font l'objet de critiques et de présentations dans les médias.

## Publications

### Cycles de romans sur l'Égypte antique
Christian Jacq a publié les cycles suivants :
- Le Juge d'Égypte, 3 tomes, 1993 et 1994 chez Plon 
  - La Pyramide assassinée
  - La Loi du désert
  - La Justice du vizir en 1994
- Ramsès, 5 tomes, 1995 et 1996 chez Robert Laffont ;
  - Le Fils de la lumière
  - Le Temple des millions d'années
  - La Bataille de Kadesh
  - La Dame d'Abou Simbel
  - Sous l'acacia d'occident
- La Pierre de lumière, 4 tomes, 2000, chez XO éditions ;
  - Néfer le silencieux
  - La Femme sage
  - Paneb l'ardent
  - La Place de vérité
- La Reine Liberté, 3 tomes, 2002, chez XO éditions ;
  - L'Empire des ténèbres
  - La Guerre des couronnes
  - L'Épée flamboyante
- Les Mystères d'Osiris, 4 tomes, 2003 et 2004, chez XO éditions ;
  - L'Arbre de vie
  - La Conspiration du mal
  - Le Chemin de feu
  - Le Grand Secret
- La Vengeance des Dieux, 2 tomes, 2006 et 2007, chez XO éditions ;
  - La Chasse à l'homme
  - La Divine Adoratrice
- Et l'Égypte s'éveilla, 3 tomes, 2010 et 2011, chez XO éditions ;
  - La Guerre des clans
  - Le Feu du scorpion
  - L'œil du faucon
- Les Enquêtes de Setna, 4 tomes, 2014 et 2015, chez XO éditions ;
  - La Tombe maudite
  - Le Livre interdit
  - Le Voleur d'âmes
  - Le Duel des mages

### Autres romans sur l'Égypte antique
- Champollion l'Égyptien, Monaco, Éd. du Rocher, 1987, 427 p.  (ISBN 2-268-00521-6). Réédition J. Éditions, 2013  (ISBN 979-10-90278-42-4) ;
- La Reine Soleil : l'aimée de Toutânkhamon, Paris, Julliard, 1988, 431 p.  (ISBN 2-260-00560-8);
- Pour l'amour de Philæ, 1992, chez Pocket ;
- Barrage sur le Nil, 1996, chez Pocket ;
- Le Pharaon noir, Pocket, 1999  (ISBN 2266084895) ;
- Djédi le magicien et les chambres secrètes de la grande pyramide, édition exclusivement réservée aux adhérents du club Le Grand Livre du Mois, 2003,  (ISBN 2-7028-8483-0) ;
- Le Procès de la momie, 2010, chez Pocket ;
- Le Dernier rêve de Cléopâtre, XO Editions, 2012,  (ISBN 2845635737) ;
- J'ai construit la grande pyramide, 2017, chez Pocket ;
- Pharaon : mon royaume est de ce monde, XO Editions, 2018,  (ISBN 978-2-37448-102-9) ;
- Ramsès III, 2023, chez XO éditions
- Le lotus d'or et les trois pyramides du pharaon Snéfrou,  XO Editions, 2024,  (ISBN 978-2374483191) ;

### Séries de romans policiers
- Basile le Distrait, 5 volumes (1980-1981), sous le nom de plume de Célestin Valois, chez Plon ;
- Les Dossiers de Scotland Yard, 44 volumes (1984-1997), aux Éditions du Rocher, sous le nom de plume de J. B. Livingstone, écrits seul ou coécrits avec Jean-Paul Bertrand :
  - Meurtre au British Museum, 1984
  - Crime à Lindenbourne, 1985
  - Le Secret des Mac Gordon, 1985
  - L'Assassin de la tour de Londres, 1986
  - Les Trois Crimes de Noël, 1986
  - Meurtre à Cambridge, 1987
  - Meurtre chez les druides, 1987
  - Meurtre à quatre mains, 1988
  - Le Mystère de Kensington, 1988
  - Higgins mène l'enquête, 1989
  - Meurtre au British Museum, 1989
  - Qui a tué sir Charles ?, 1989
  - Meurtre chez un éditeur, 1990
  - Quatre femmes pour un meurtre, 1990
  - Les Disparus du Loch Ness, 1991
  - Meurtre dans le vieux Nice, 1991
  - Meurtre sur invitation, 1991
  - Noces mortelles à Aix-en-Provence, 1991
  - Le Retour de Jack l'éventreur, 1991
  - L'Assassinat du roi Arthur, 1992
  - Balle mortelle à Wimbledon, 1992
  - Crime au festival de Cannes, 1992
  - L'Horloger de Buckingham, 1992
  - Le Secret de la chambre noire, 1992
  - Crime printanier, 1993
  - La Jeune Fille et la Mort, 1993
  - La Malédiction du templier, 1993
  - Qui a tué l'astrologue?, 1993
  - Higgins contre Scotland Yard, 1994
  - Meurtre dans la city, 1994
  - Timbre mortel, 1994
  - L'Assassin du golf, 1995
  - Le Crime d'Ivanhoe, 1995
  - Meurtre sur canapé, 1995
  - Un parfait témoin, 1995
  - Un cadavre sans importance, 1996
  - Le Cercle des assassins, 1996
  - Meurtre à Canterbury, 1996
  - Mourir pour la couronne, 1996
  - L'Affaire Julius Fogg, 1997
  - L'Assassin du golf, 1997
  - Meurtre à Oxford, 1997
  - Crimes souterrains, 1997
  - Fenêtre sur crime, 1997
  - Meurtre à l'indienne, 1997
  - L'Assassin augmenté, 2023
  - Le Mystère de la chambre noire, 2023
- Les Enquêtes de l'inspecteur Higgins (33 romans Christian Jacq) (49 romans J.B. Livingstone) (2011-2023), romans pour certains publiés initialement sous le nom de plume de J. B. Livingstone, réédités dans une version corrigée sous le nom de Christian Jacq ;
- Les Enquêtes de lord Percival, 7 volumes (1998-2002), sous le nom de plume de Christopher Carter, chez Robert Laffont puis chez Cie 12.
- Le Noël de l'assassin, 2023

## Filmographie
- 2007 : La Reine Soleil, film d'animation français réalisé par Philippe Leclerc